# Королевский суд Бутана
Королевский суд Бутана — высшая судебная инстанция в Бутане. Королевский Высокий суд также обладает первоначальной юрисдикцией в 20-ти дзонгхагах страны. Король является последней апелляционной инстанцией. Правовая система Бутана основана на индийском праве и английском праве. Королевский суд расположен в столице Тхимпху.
Бутанская система правосудия всегда страдала от нехватки квалифицированных сотрудников. До принятия закона о судебной власти в 2007 году судьи были государственными служащими. В настоящее время в Высшем суде только Церинг Вангчук имеет учёную степень в области права.

## Структура
- Верховный суд — высшая судебная инстанция в Бутане
- Высокий суд — апелляционная и экстерриториальная юрисдикция
- Суд дзонгхага — 20 судов в дзонгхагах
- Суд дунгхага — суды в дунгхагах.

Двоих судей Высокого суда избирает Национальная ассамблея, четверых назначает король на 5-летний срок. Другие судьи назначаются королём по рекомендации председателя суда.

## Список судей Высокого суда
- Почётный председатель Верховного суда Бутана — Льонпо Сонам Тобгье
- Судья дашо Шеруб Гьелцен — дашо Ситхер Намгьел
- Судья дашо Джигме Зангпо — дашо Церинг Вангчук
- Судья дашо Куенлей Церинг
- Судья дашо Карма Дорджи Шерпа
- Судья дашо Пасанг Тобгай
- Судья дашо Тинлей Йозер
- Судья дашо К. Б. Галлей

Малозначительные уголовные дела рассматривают деревенские старосты, они также рассматривают гражданские и административные вопросы. Их решения можно обжаловать в судах дунгхагов, которые отвечают за несколько деревень. Решения судов дунгхагов можно обжаловать в окружных судах, а решения окружных судов — в Высоком суде.